# Hypericum richeri
Hypericum richeri är en johannesörtsväxtart. Hypericum richeri ingår i släktet johannesörter, och familjen johannesörtsväxter.

## Underarter
Arten delas in i följande underarter:
- H. r. burseri
- H. r. grisebachii
- H. r. richeri

## Bildgalleri

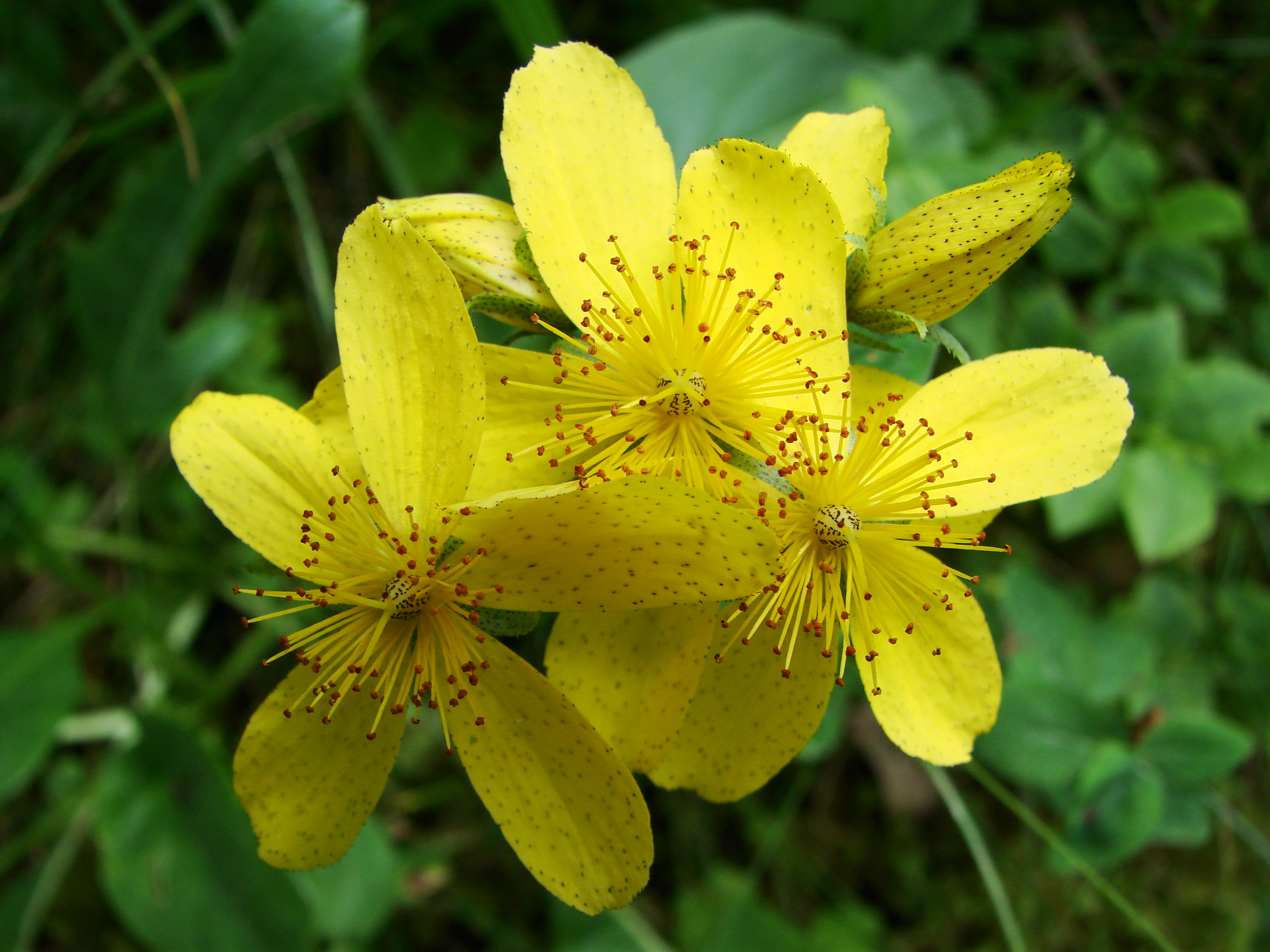
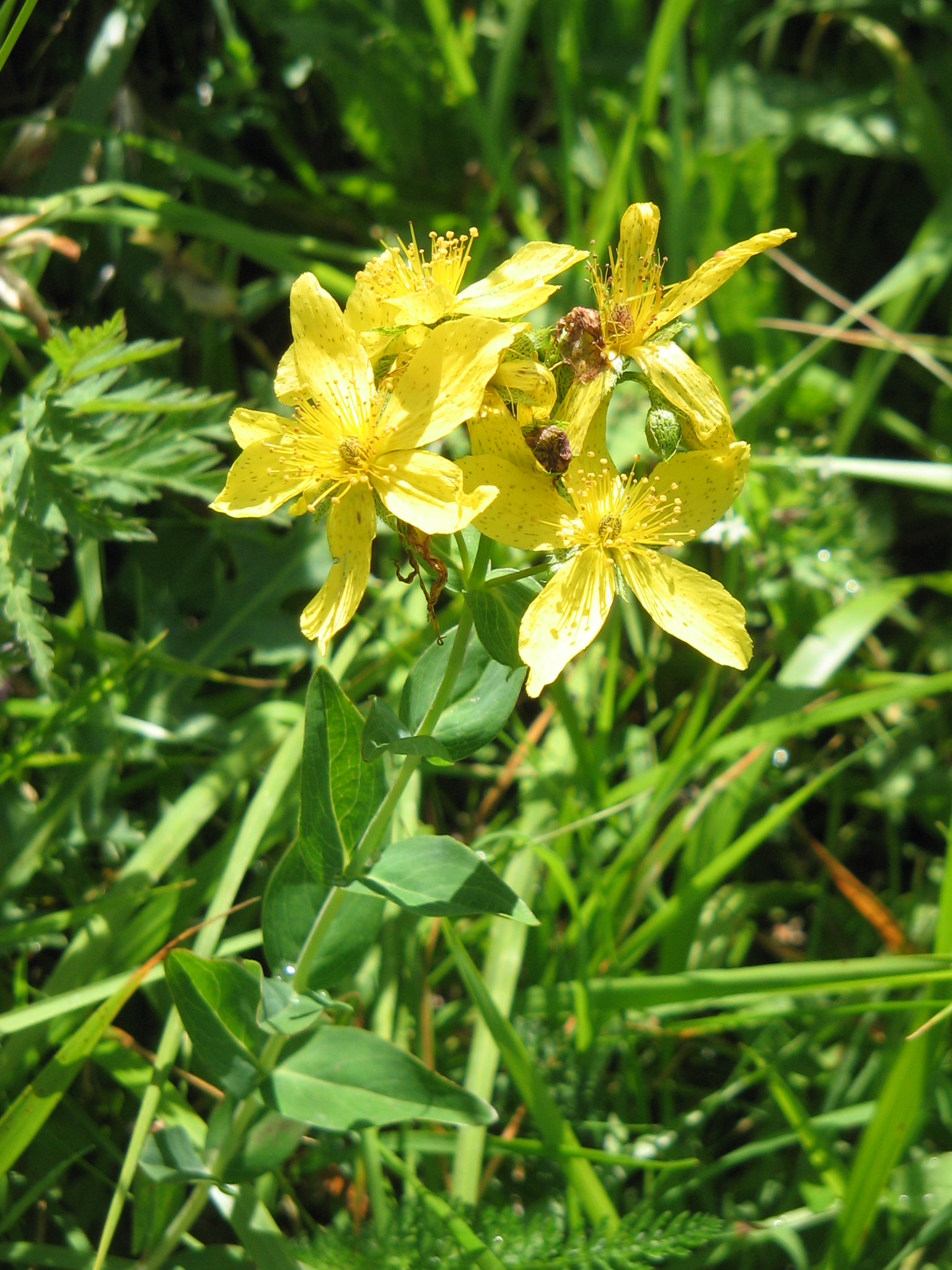
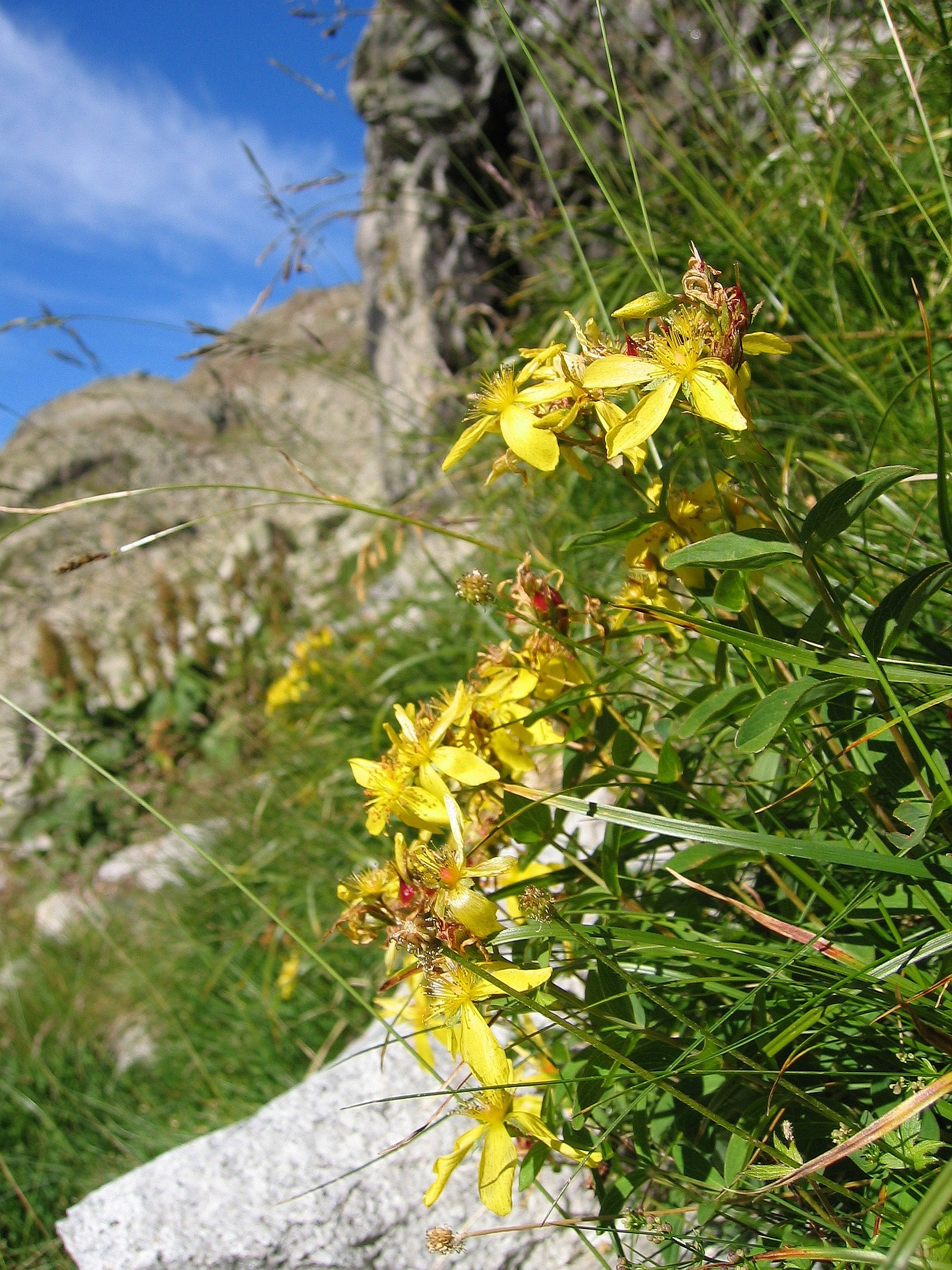
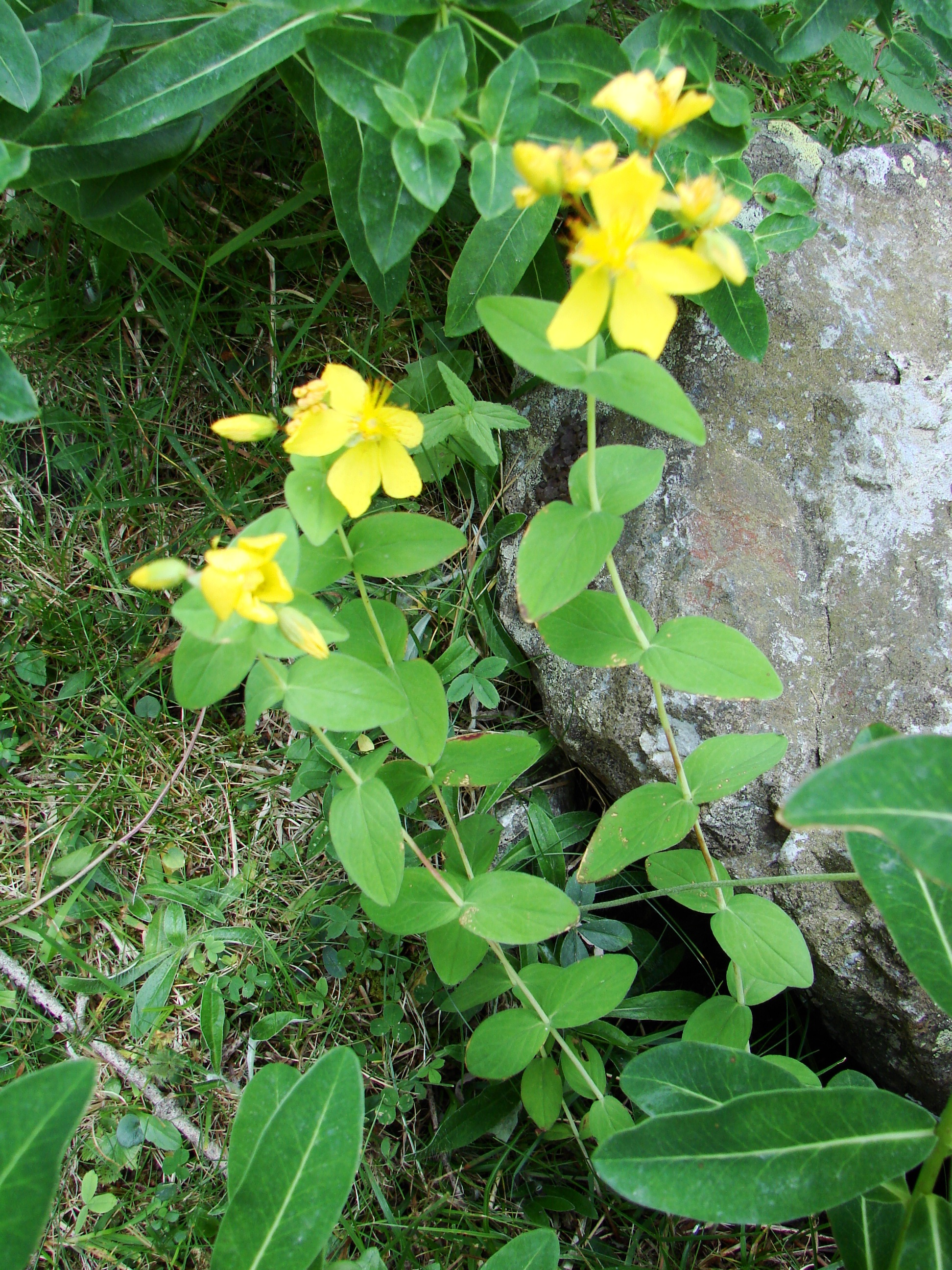
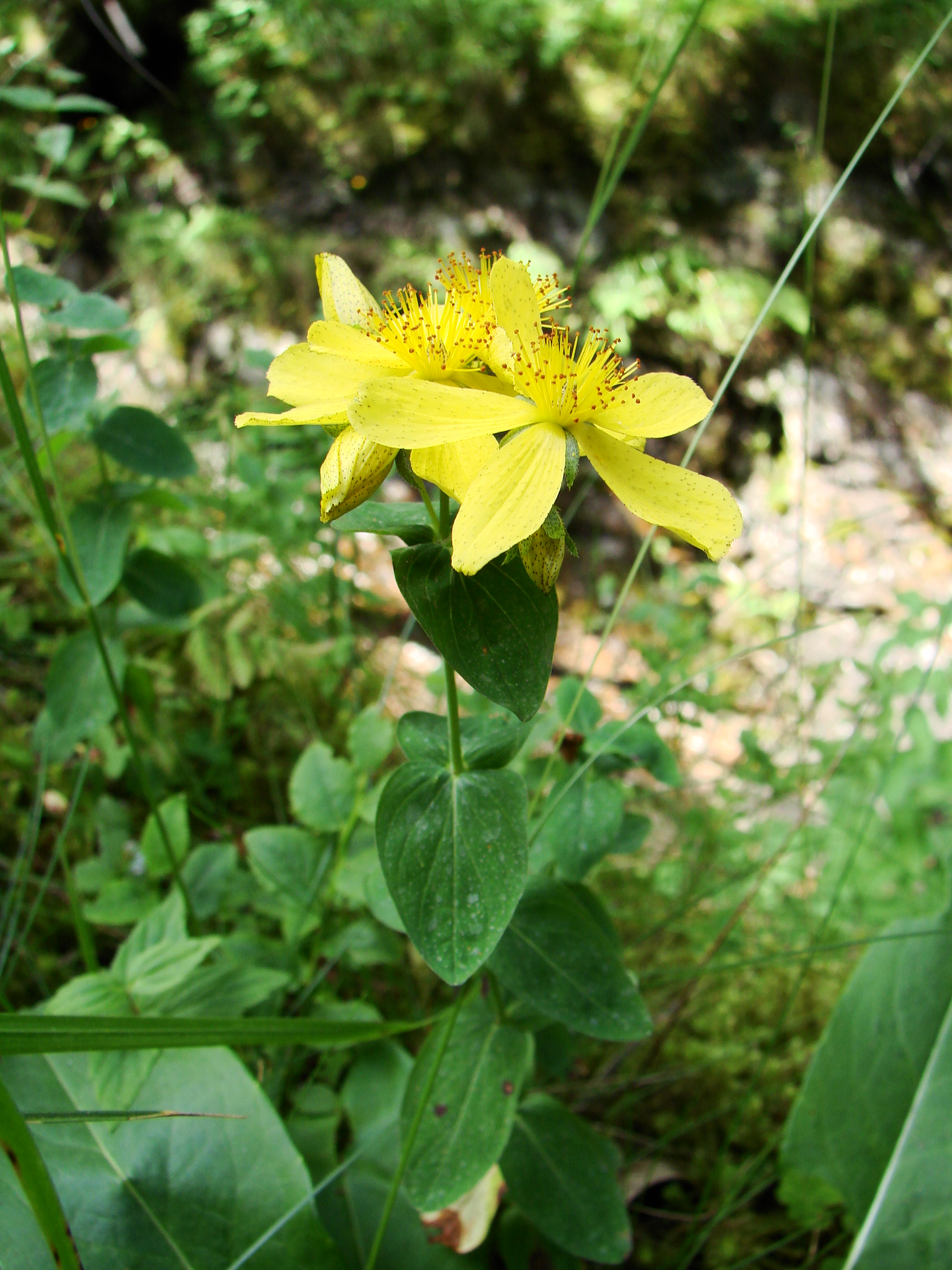
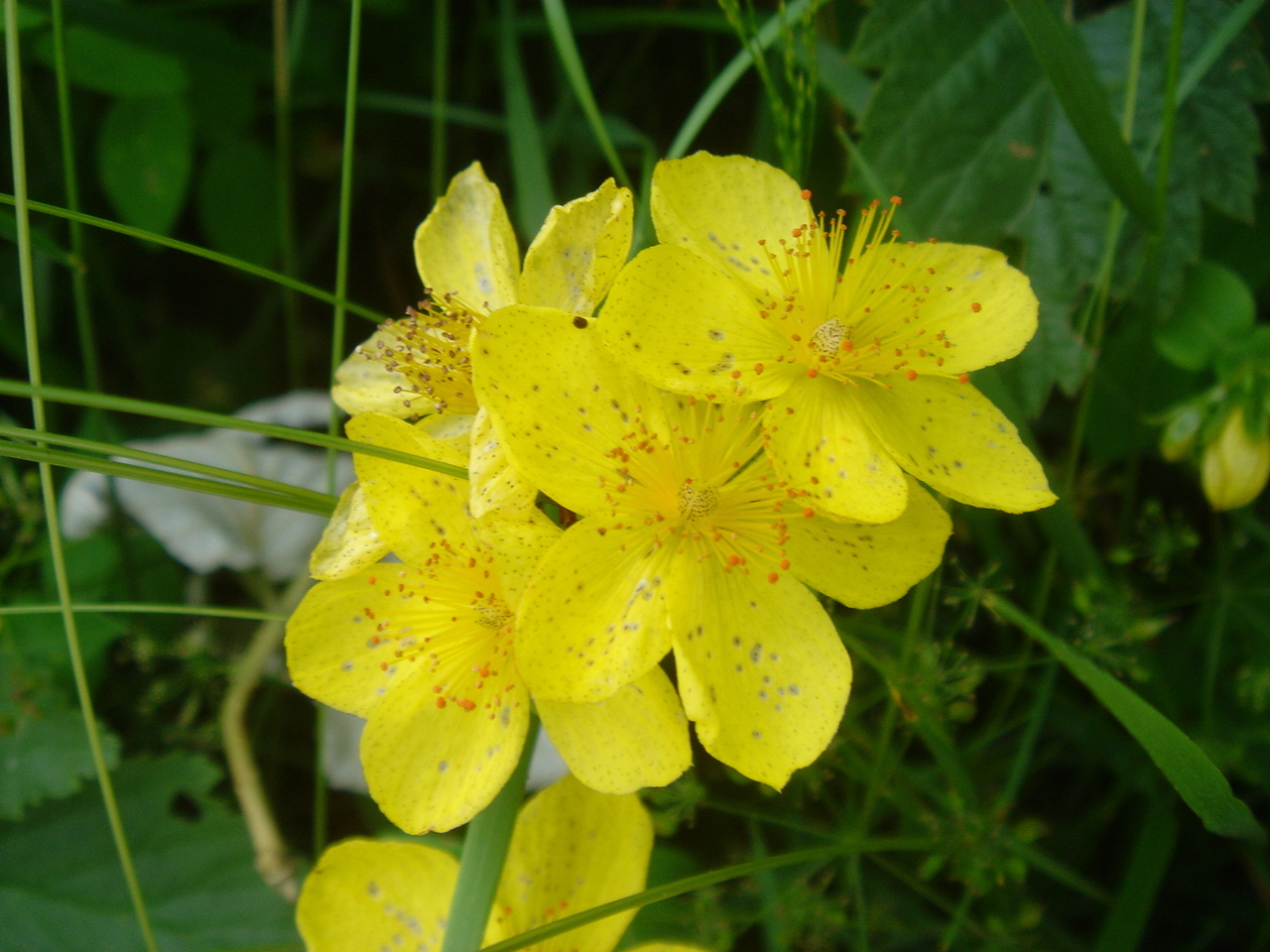